# Montclar-Lauragais
Montclar-Lauragais (em occitano:  Montclar de Lauragués) é uma comuna francesa na região administrativa da Occitânia, no departamento do Alto Garona. Estende-se por uma área de 3.62 km², com 244 habitantes, segundo o censo de 2018, com uma densidade de 67 hab/km².